# Куфарите на Тълс Лупър
„Куфарите на Тълс Лупър“ (на английски: The Tulse Luper Suitcases) е мултимедиен проект на уелския режисьор и художник Питър Грийнауей.
Според първоначалния си замисъл, той трябва да включва четири филма, телевизионен сериал, 92 мултимедийни DVD, уебсайтове и книги, обединени от сюжетната линия за персонаж, прекарал голяма част от XX век в различни затвори, сблъсквайки се с ключови събития от световната история и историята на урана. Проектът включва конкурс за създаване на „Флаш“-базирани интерактивни игри, представящи 92-та куфара на героя, всеки от които съдържа предмети, символизиращи етапи от неговия живот. Две книги и три пълнометражни филма трябва да представят изходния материал за изготвяне на тези интерактивни игри, докато излезлият по-късно четвърти филм описва по-синтезирано живота на героя.